# مؤسسه مطالعات پیشرفته ردکلیف

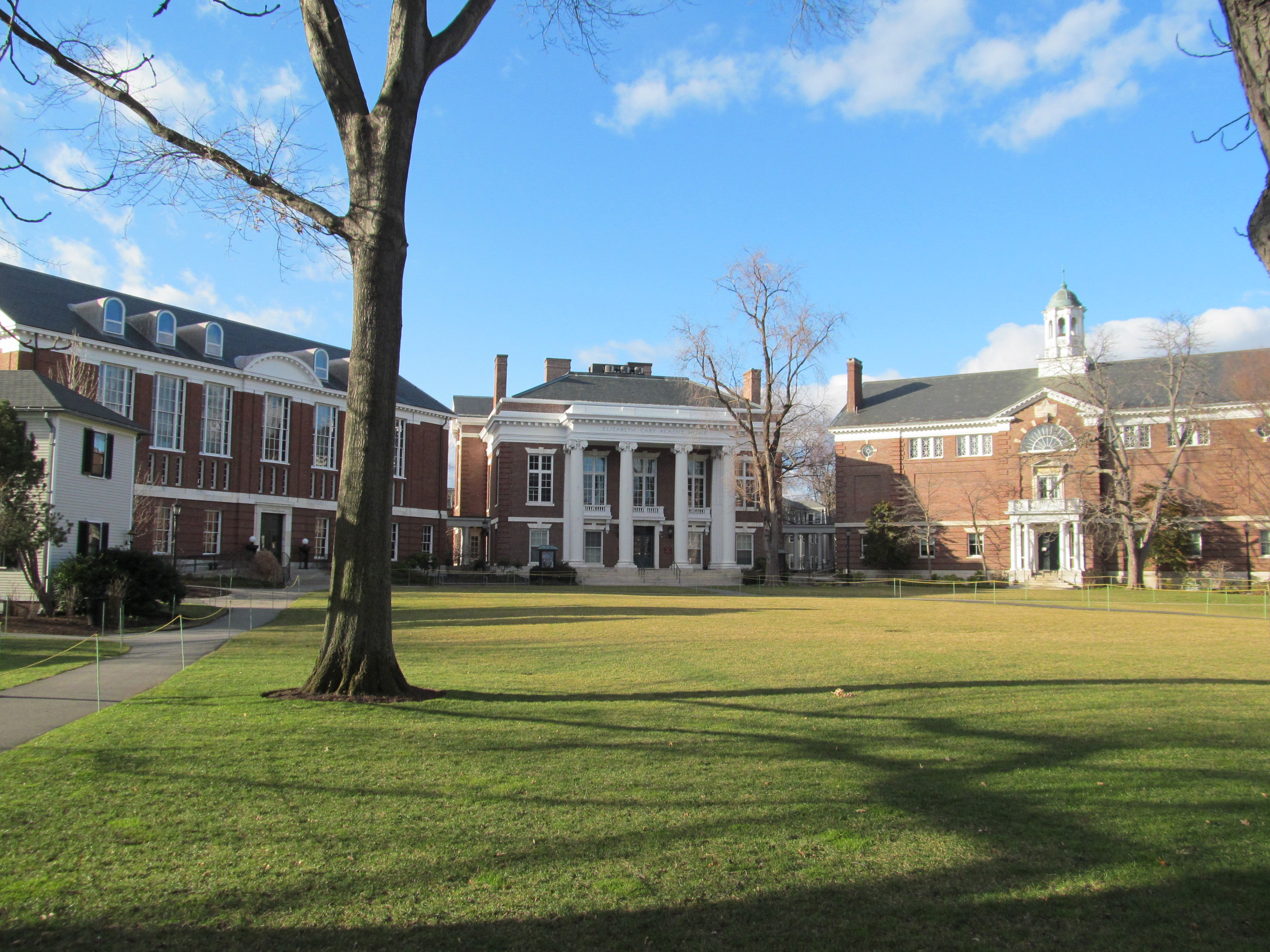
Radcliffe Yard

مؤسسه مطالعات پیشرفته ردکلیف (به انگلیسی: Radcliffe Institute for Advanced Study) تأسیس ۱۸۷۹، یکی از موسسات و دانشکده‌های تاریخی و برجستهٔ دانشگاه هاروارد است.
این مؤسسه در زمینه مطالعات زنان و مسائل و امور مربوط فعالیت‌های آموزشی و پژوهشی ارائه می‌کند.